# Pseudonebaliopsis
Pseudonebaliopsis is een geslacht van kreeftachtigen uit de klasse van de Malacostraca (hogere kreeftachtigen).

## Soort
- Pseudonebaliopsis atlantica Petryashov, 1996